# Fargo (Arkansas)
Fargo è un comune degli Stati Uniti d'America, situato in Arkansas, nella contea di Monroe.